# 倒錯人生
倒錯人生（United States of Tara）是一部美國電視喜劇。在2009年開始在Showtime播出。故事是圍繞一位患有多重人格的家庭主婦泰拉（東妮·克莉蒂出演）而展開。電視劇的構想出自斯蒂芬·斯皮爾伯格。東妮·克莉蒂憑藉這部電視劇獲得了2009年的黃金時段艾美獎和2010年的金球獎。2011年5月23日，Showtime宣佈這部電視劇不會拍攝第四季，2011年6月20日，全劇播出完畢。

## 外部連結
- 官方网站
- 互联网电影数据库（IMDb）上《倒錯人生》的资料（英文）